# HONESTY (バンド)
HONESTY（オネスティー）は、GREAT3のボーカル・ベース、高桑圭とEL-MALOのボーカル・ギター、曾田茂一が結成したバンドである。ライブでは2人にTVという変則的なスタイルでのライブを行っていたが、2005年のRISING SUN ROCK FESTIVALよりバンドスタイルでのライブを行う。
名前の由来はビリー・ジョエルの "Honesty" で、ライブでの登場SEも "Honesty" である。

## メンバー
- 高桑 圭（たかくわ きよし）
ボーカル・ベース
- 曾田 茂一（あいだ しげかず）
ギター

## ディスコグラフィー
- HONESTY（2004年1月22日）
- AMERICAN ROCK（2005年5月21日）